# Piškiba
Piškiba (mađ. Piskó) je selo na krajnjem jugu Republike Mađarske.
Zauzima površinu od 11,55 km četvornih.

## Zemljopisni položaj
Nalazi se na 45° 49' sjeverne zemljopisne širine i 17° 57' istočne zemljopisne dužine, u kraju zvanom Ormánság, 1,5 km od rijeke Drave i granice s Republikom Hrvatskom. Podravska Moslavina u RH je udaljena 3 km jugoistočno, a Martinci Miholjački 3 km jugozapadno.
Zalat je 2,5 km zapadno, Kemša je 1,5 km sjeverozapadno, Lúzsok je 1,5 km sjeverno, Hirics je 3 km sjeveroistočno, Vejtiba je 1,5 km istočno. Jezerce srpastog oblika Horgásztó je 1 km jugozapadno.

## Upravna organizacija
Upravno pripada Šeljinskoj mikroregiji u Baranjskoj županiji. Poštanski broj je 7838. 

## Povijest
1318. ga povijesni dokumenti prvi put spominju i to pod imenom Boksi, gdje se plemenitaška obitelj Baks sporila sa šikloškom obitelji Gurbune. Trag potonje obitelji se vidi u toponimu Görbönyeszél. 
Za vrijeme turske vlasti je zabilježeno da je sigetski beg Hasan bio posjednikom ovog sela, kada su u selu bile samo dvije kuće. Onda su Turci srušili seosku crkvu da bi popravili oštećene zidine sigetske utvrde.
Godine 1554. ga izvori spominju kao Piske.
Početkom 20. st. je pripadao selurinačkom kotaru.
Popis iz 1910. je zabilježeno 467 stanovnika, od čega je prema metodama iz tog popisa zabilježeno da je bilo 452 Mađara odnosno 75 rimokatolika, 386 protestanata i 6 židovske vjere.

## Stanovništvo
Piškiba ima 296 stanovnika (2001.). Mađari su većina. U selu ima 39,4% Roma, koji u selu imaju manjinsku samoupravu. U selu je još i 1,1% Hrvata. Skoro 80% stanovnika su rimokatolici, a 10% čine kalvinisti.

## Vanjske poveznice
- Piškiba na fallingrain.com